# Прешак (Верхние Пиренеи)
Преша́к (фр. Préchac, окс. Preishac) — коммуна во Франции, находится в регионе Юг — Пиренеи. Департамент — Верхние Пиренеи. Входит в состав кантона Аржелес-Газост. Округ коммуны — Аржелес-Газост.
Код INSEE коммуны — 65371.

## География

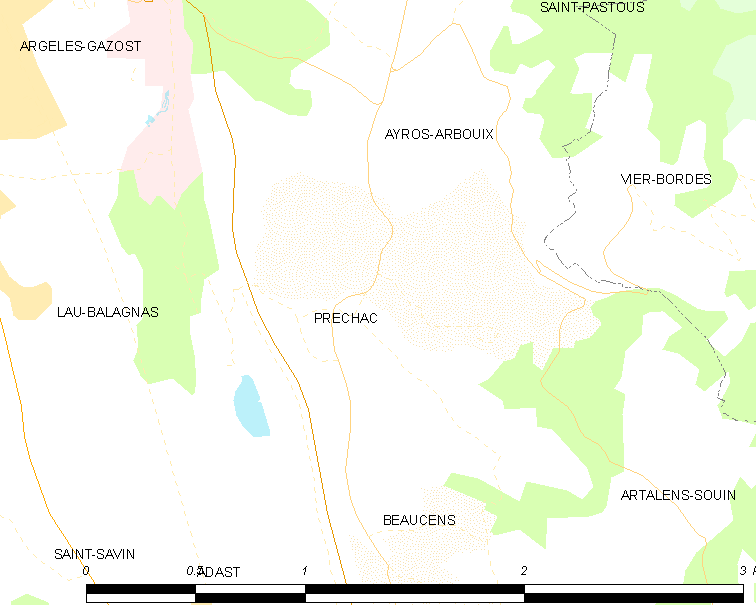
Карта коммуны

Коммуна расположена приблизительно в 680 км к югу от Парижа, в 145 км юго-западнее Тулузы, в 29 км к юго-западу от Тарба.
На западе коммуны протекает река Гав-де-По.

## Климат
Климат умеренно-океанический с солнечной тёплой погодой и обильными осадками на протяжении практически всего года. 

## Население
Население коммуны на 2010 год составляло 234 человека.
| 1962 | 1968 | 1975 | 1982 | 1990 | 1999 | 2010 |
| ---- | ---- | ---- | ---- | ---- | ---- | ---- |
| 141  | 127  | 123  | 198  | 209  | 193  | 234  |

## Администрация
| Период | Период | Фамилия      | Партия | Примечания |
| ------ | ------ | ------------ | ------ | ---------- |
| 2001   | 2014   | Робер Камон  |        |            |
| 2014   | 2020   | Доминик Бийо |        |            |

## Экономика
В 2010 году среди 142 человек трудоспособного возраста (15-64 лет) 97 были экономически активными, 45 — неактивными (показатель активности — 68,3 %, в 1999 году было 64,1 %). Из 97 активных жителей работали 92 человека (47 мужчин и 45 женщин), безработных было 5 (4 мужчины и 1 женщина). Среди 45 неактивных 5 человек были учениками или студентами, 18 — пенсионерами, 22 были неактивными по другим причинам.